# Ulchi Freedom Guardian

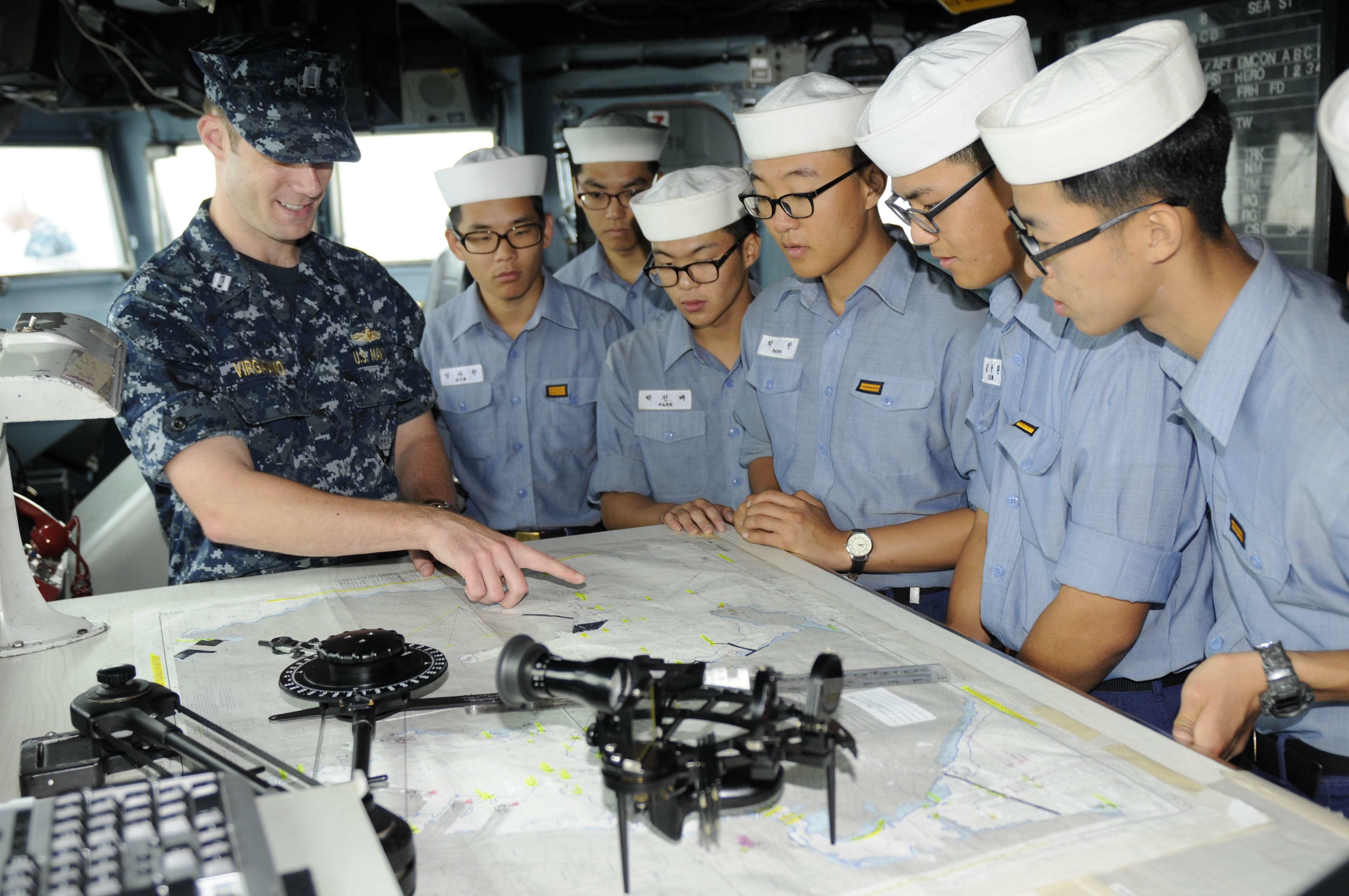
Marins américains et sud-coréens durant Ulchi Freedom Guardian 2011.

Ulchi Freedom Guardian est le nom d'un exercice de grande ampleur mené par les militaires américains et sud-coréens. Initié en 1976 il permet aux forces armées, aériennes, et navales des deux pays de se confronter à des scénarios tournant autour des réactions face à une attaque ou une tentative d'invasion de la part des forces nord-coréennes.
L'Organisation des Nations unies y participe au travers de pays membres.

## références
1. ↑  Philippe Mesmer, « Climat tendu autour des manœuvres américano-sud-coréennes », Le Monde,‎ 22 août 2017 (lire en ligne).
2. ↑  « Ulchi Freedom Guardian, l'exercice qui exaspère Pyongyang », sur avionslegendaires.net, 22 août 2017 (consulté le 20 mai 2023).
3. ↑  (en)https://www.defense.gov/News/News-Releases/News-Release-View/Article/1282786/exercise-ulchi-freedom-guardian-2017/